# Diouc Koma
Pour les articles homonymes, voir Koma.
Dioucounda Koma, dit Diouc Koma, né le 30 août 1980 à Bamako, est un acteur et scénariste franco-malien.
Spécialisé dans le doublage, il est la voix française régulière de John Boyega, Brandon T. Jackson, Corey Hawkins, Donald Glover, Jessie Usher et Michael B. Jordan.

## Biographie
Ses parents quittent le Mali alors qu’il marche à peine. Après quelques années passées à Paris, la famille s’installe à Antony. À 13 ans, il se présente seul dans une agence de casting. Deux ans plus tard, il fait sa première apparition à l’écran dans Le Plus Beau Métier du monde de Gérard Lauzier aux côtés de Gérard Depardieu.
Ensuite, il se forme au Conservatoire d’art dramatique du 10e arrondissement de Paris, en travaillant en parallèle pour la télévision (Navarro, Julie Lescaut, Homicides, Les Monos, Fatou la Malienne) dans des courts et longs métrages. Puis, accaparé par son métier d’acteur, il abandonne ses études au niveau Bac Pro. Après une longue série de petits rôles, notamment au cinéma pour Michael Haneke, Rachid Bouchareb ou Jan Kounen, il est engagé, en 2007, pour tenir un rôle récurrent de policier de la Brigade de répression du banditisme dans Flics, une série policière créée par Olivier Marchal pour TF1, avec Frédéric Diefenthal. Il se fait remarquer dans Un homme qui crie de Mahamat Saleh Haroun, prix du jury au Festival de Cannes 2010, où il joue l'un des deux rôles principaux avec Youssouf Djaoro. En 2012, il participe à l’écriture du scénario du film La Cité rose  de Julien Abraham, distribué par UGC, pour une sortie nationale au printemps 2013.
Il se produit sur scène dans des pièces de Shakespeare au théâtre de Nice ou dans L’origine du monde au Théâtre du Rond-Point dans une mise en scène de Jean-Michel Ribes. En 2014 à Bruxelles, il interprète le personnage emblématique de Patrice Lumumba dans De Mémoire de Papillon, une pièce de Philippe Beheydt et Stéphanie Mangez.
Depuis 2001, il travaille sur de nombreux doublages et prête ainsi sa voix à des personnages de séries américaines et de films hollywoodiens. Il participe aussi à des pièces radiophoniques pour France Culture et France Inter.
Il parle trois langues dont le français, le soninké et l'anglais.
Son frère Ibrahim Koma est également comédien.

## Théâtre
- 2001 : Ruy Blas de Victor Hugo, mise en scène Brigitte Jaques-Wajeman, à la Comédie-Française (repris en 2002 et 2003)
- 2003 : Roméo et Juliette de William Shakespeare, mise en scène Jean-Louis Bihoreau, au Conservatoire du Xe arrondissement de Paris
- 2003 : Le Songe d’une nuit d’été I & II de William Shakespeare, mise en scène Krzysztof Warlikowski, au Théâtre national de Nice
- 2013 : L'Origine du monde de Sébastien Thiéry, mise en scène Jean-Michel Ribes, au Théâtre du Rond-Point
- 2014 : De mémoire de papillon de Philippe Beheydt et Stéphanie Mangez, mise en scène Philippe Beheydt, à la Comédie Claude Volter (Belgique)
- 2022 : Mon pays, ma peau de Antjie Krog, mise en scène Lisa Schuster, théâtre du Lucernaire

## Filmographie

### Cinéma

#### Longs métrages
- 1996 : Le Plus Beau Métier du monde de Gérard Lauzier : un élève
- 1998 : Le Sourire du clown d'Éric Besnard : Morad
- 2000 : La Valse des gros derrières de Jean Odoutan : l’étudiant poète
- 2001 : Frontières de Mostefa Djadjam : Kadirou
- 2002 : Comme on se re-joint d’Ona Lu Yenké
- 2002 : Paris selon Moussa de Cheik Doukouré
- 2003 : No Way d’Owell A. Brown
- 2005 : Caché de Michael Haneke : le cycliste
- 2005 : Après l'océan d'Éliane de Latour : Zoom
- 2006 : Indigènes de Rachid Bouchareb : Touré
- 2006 : Dans les cordes de Magaly Richard-Serrano : Abdou
- 2006 : 9 impact d’Ona Lu Yenké
- 2007 : 99 francs de Jan Kounen : le salaud N°2
- 2010 : Un homme qui crie de Mahamat Saleh Haroun : Abdel Ousmane
- 2012 : La Cité rose de Julien Abraham : Cheveux
- 2012 : Kanyamakan (كان يا مكان) de Said C. Naciri : Cassius
- 2014 : Brèves de comptoir de Jean-Michel Ribes : Dakar
- 2015 : Pourquoi j'ai pas mangé mon père de Jamel Debbouze : Vania (capture de mouvement uniquement)
- 2016 : Comment j'ai rencontré mon père de Maxime Motte : Kwabéna
- 2017 : La Villa de Robert Guédiguian : le soldat
- 2019 : Qui m'aime me suive! de José Alcala : Harold
- 2019 : Gloria Mundi de Robert Guédiguian : Jackie
- 2022 : Twist à Bamako de Robert Guédiguian : Namori

#### Courts métrages
- 1999 : Légende d’Afrique de Sébastien Baulac
- 2000 : Balafola de Mohammed Camara
- 2001 : K-Roof de Romain Berthomieu : Radar
- 2003 : La Faucheuse de Patrick Timsit et Vincenzo Marano : Stéphane
- 2007 : L’affront de Virak Thun : Diouc
- 2007 : Gourgou de Sacha Chelli
- 2008 : Le Quota de Pascal Jaubert : le noir
- 2009 : Citizen Hero de Christophe Perie : Dylan
- 2010 : Chronique de l’Afrique sauvage d’Issam Mathlouti : le pote
- 2011 : Bien au-delà de Julien Allary : Steve
- 2012 : Les samaritains d'Hervé N'Kashama : Bastien
- 2016 : Jules d'Ingrid Lanzenberg
- 2016 : The Coup de K. Michel Parandi : Ti-Paul
- 2017 : Sur un AirBnb de Zazon Castro

### Scénario
- 2009 : La Cité rose de Julien Abraham coécrit avec Jimmy Laporal-Trésor et Julien Abraham

### Télévision

#### Téléfilms
- 2001 : Fatou la Malienne de Daniel Vigne : Sidi
- 2001 : Passage du bac de David Pharao : Cassius
- 2002 : Qui mange quoi? de Jean-Paul Lilienfeld : Alfred
- 2002 : K-Roof de Romain Berthomieu : Radar
- 2003 : Fatou, l'espoir de Daniel Vigne : Didi
- 2005 : 3 jours en juin de Philippe Venault : Samboura
- 2007 : L'Embrasement de Philippe Triboit : Siyaka
- 2008 : Sexe, gombo et beurre salé de Mahamat Saleh Haroun : Dani
- 2008 : Baptêmes du feu de Philippe Venault : Alex
- 2011 : 1, 2, 3, voleurs de Gilles Mimouni : Idriss
- 2017 : Bienvenue à Nimbao de Philippe Lefebvre : Koyabi

#### Séries télévisées
- 1999 : Les Monos, épisode La meute de José Pinheiro : Mourad
- 2000 : Navarro, épisode L’émeute de Gilles Béhat : Bouba
- 2000 : Julie Lescaut, épisode L’ex de Julie de Pascale Dallet : Yann
- 2000 : Un Homme en colère, épisode L’ange déchu de Didier Albert : Fred
- 2004 : Trois pères à la maison épisode Trois pères à la maison de Stéphane Kappes : Kaya
- 2006 : Homicides, épisode Hors jeu de Christophe Barraud : Félix Kabagari
- 2008-2011 : Flics de Nicolas Cuche et Thierry Petit : Salif (7 épisodes)
- 2013 : Roxane, la vie sexuelle de ma pote, épisode La star de Benjamin Lehrer : le marabout
- 2014 : Détectives, épisode Mister Ken  de Jean-Marc Rudnicki : Pascal
- 2016 : Euh : Yannick (websérie)
- 2017  : Les bracelets rouges de Nicolas Cuche : Lucien (17 épisodes)
- 2019 : Tropiques criminels, saison 1 épisode 7 de Stéphane Kappes : Patrice Delysse
- 2022 : Sentinelles de Jean-Philippe Amar : Traoré (3 épisodes)
- 2023 : Pax Massilia d'Olivier Marchal : Victor Miranda

## Doublage

### Cinéma

#### Films
- John Boyega dans (11 films) :
  - Imperial Dreams (2014[n 1]) : Bambi
  - Star Wars, épisode VII : Le Réveil de la Force (2015) : Finn
  - The Circle (2017) : Ty Lafitte / Kalden
  - Detroit (2017) : Melvin Dismukes
  - Star Wars, épisode VIII : Les Derniers Jedi (2017) : Finn
  - Pacific Rim Uprising (2018) : Jake Pentecost
  - Star Wars, épisode IX : L'Ascension de Skywalker (2019) : Finn
  - Naked Singularity (en) (2021) : Casi
  - The Woman King (2022) : le roi Ghézo
  - Breaking (en) (2022) : le caporal Brian Brown-Easley
  - Ils ont cloné Tyrone (2023) : Fontaine / Tyrone

- Lil Rel Howery dans (11 films) :
  - Mad Families (en) (2017) : Ron Ron
  - Brittany court un marathon (2019) : Demetrius
  - The Photograph (en) (2020) : Kyle
  - Un papa hors pair (2021) : Jordan
  - Free Guy (2021) : Buddy
  - Nos pires amis (en) (2021) : Marcus
  - Eaux profondes (2022) : Nash Hall
  - Meilleurs colocs (en) (2022) : Jonesie
  - Nos pires amis 2 (2023) : Marcus
  - Un Noël pas comme les autres (2023) : Nick
  - Harold et le Crayon magique (2024) : Élan

- Corey Hawkins dans (9 films) :
  - Iron Man 3 (2013) : un opérateur de la Navy
  - NWA: Straight Outta Compton (2015) : Dr. Dre
  - Kong: Skull Island (2017) : Houston Brooks
  - BlacKkKlansman : J'ai infiltré le Ku Klux Klan (2018) : Stokely Carmichael
  - Six Underground (2019) : Blayne / « Sept », le sniper
  - Georgetown (en) (2019) : Daniel Volker
  - D'où l'on vient (2021) : Benny
  - Macbeth (2021) : Macduff
  - Le Dernier Voyage du Demeter (2023) : Clemens, le médecin

- Brandon T. Jackson dans (6 films) :
  - La Fièvre du roller (2005) : Junior
  - Tonnerre sous les tropiques (2008) : Alpa Chino
  - Percy Jackson : Le Voleur de foudre (2010) : Grover Underwood
  - Big Mamma : De père en fils (2011) : Trent Pierce / Charmaine Daisy Pierce
  - Percy Jackson : La Mer des monstres (2013) : Grover Underwood
  - Get a Job (en) (2016) : Luke

- Jessie Usher dans (6 films) :
  - When the Game Stands Tall (2014) : Tayshon Lanear
  - Independence Day: Resurgence (2016) : Dylan Hiller
  - Almost Christmas (2016) : Evan
  - Shaft (2019) : John « J. J. » Shaft Jr.
  - The Banker (2020) : Tony Jackson
  - Mensonges et Trahisons (2020) : Adam Kettner

- RJ Cyler dans (5 films) :
  - This Is Not a Love Story (2015) : Earl
  - Power Rangers (2017) : William « Billy » Cranston / Ranger Bleu
  - The Harder They Fall (2021) : James « Jim » Beckwourth
  - Emergency (en) (2022) : Sean
  - Le Livre de Clarence (2024) : Elijah

- Barkhad Abdi dans (4 films) :
  - Capitaine Phillips (2013) : Abduwali Muse (en)
  - Eye in the Sky (2015) : Jama Farah
  - Grimsby : Agent trop spécial (2016) : Tabansi Nyagura
  - L'Extraordinaire Voyage du fakir (2018) : Wiraj

- Donald Glover dans (4 films) :
  - Lazarus Effect (2015) : Niko
  - Magic Mike XXL (2015) : André
  - Seul sur Mars (2015) : Rich Purnell
  - Spider-Man: Homecoming (2017) : Aaron Davis

- Lamorne Morris dans (4 films) :
  - Game Night (2018) : Kevin
  - Les Chroniques de Noël (2018) : l'officier Jameson
  - Bloodshot (2020) : Wilfred Wigans
  - Desperados (2020) : Sean

- Shawn Wayans dans :
  - FBI : Fausses blondes infiltrées (2004) : Kevin Copeland
  - Little Man (2006) : Shawn
  - Dance Movie (2009) : le père du bébé

- Shad « Bow Wow » Moss dans :
  - Fast and Furious: Tokyo Drift (2006) : « Twinkie »
  - Fast and Furious 7 (2015) : « Twinkie »
  - Fast and Furious 9 (2021) : « Twinkie »

- Scott « Kid Cudi » Mescudi dans :
  - Need for Speed (2014) : Benny
  - Entourage (2015) : Allen
  - Don't Look Up : Déni cosmique (2021) : DJ Chello

- Clifford Joseph « T.I. » Harris Jr. dans :
  - Entourage (2015) : lui-même
  - En taule : Mode d'emploi (2015) : Russell
  - Cut Throat City (2020) : Lorenzo « Cousin » Bass

- Ashton Sanders dans :
  - Equalizer 2 (2018) : Miles
  - Captive State (2019) : Gabriel Drummond
  - Native Son (2019) : Bigger « Big » Thomas

- Jermaine Fowler (en) dans :
  - Un prince à New York 2 (2021) : Lavelle Joffer
  - Am I OK? (2022) : Danny
  - Jusqu'à l'usure (2023) : James

- Tory Kittles dans :
  - Next (2007) : Cavanaugh
  - Le Caméléon (2010) : Dan Price

- Anthony Mackie dans : 
  - [S]ex List (2011) : Tom Piper
  - The Electric State (2025) : Herman (voix)

- Kevin Hart dans :
  - Cinq ans de réflexion (2012) : Doug
  - Top Five (2014) : Charles

- Marlon Wayans dans :
  - Ghost Bastards (Putain de fantôme) (2013) : Malcolm Johnson
  - Respect (2021) : Ted White

- Marc John Jefferies dans :
  - Brotherly Love (2015) : Bunch
  - Nerve (2016) : Wes

- Marque Richardson dans :
  - Dear White People (2014) : Reggie
  - Step Sisters (2018) : Kevin

- John Legend dans :
  - La La Land (2016) : Keith
  - Entre deux fougères, le film (2019) : lui-même

- Cle Shaheed Sloan (en) dans :
  - Bright (2017) : Mike
  - The Tax Collector (2020) : Bone

- Darrell Britt-Gibson (en) dans :
  - Three Billboards : Les Panneaux de la vengeance (2018) : Jérôme
  - Silk Road (2021) : Rayford

- Michael B. Jordan dans :
  - Black Panther (2018) : N'Jadaka / Erik Killmonger
  - Black Panther: Wakanda Forever (2022) : N'Jadaka / Erik Killmonger (caméo)

- Lakeith Stanfield dans :
  - Millénium : Ce qui ne me tue pas (2018) : Ed Needham
  - Le Manoir hanté (2023) : Ben Matthias

- Aml Ameen dans :
  - Inside Man : Most Wanted (2019) : Remy Darbonne
  - Rustin (2023) : Martin Luther King Jr.

- Byron Bowers (en) dans :
  - No Sudden Move (2021) : Maurice
  - KIMI (2022) : Terry Hugues

- Sinqua Walls dans :
  - L'Amour complexe (2021) : Caleb King
  - Les Blancs ne savent pas sauter (2023) : Kamal Allen

- 1981[n 2] : 13 Morts et demi : ? ( ? )
- 1998[n 3] : He Got Game : « Big Time » Willie (Roger Guenveur Smith)
- 2000 : Leprechaun 5 : La Malédiction : Stray Bullet (Rashaan Nall (en))
- 2002 : Paid in Full : Rico (en) (Cameron « Cam'ron » Giles)
- 2004 : Spartan : Curtis (Derek Luke)
- 2004 : Fat Albert : Bill (Keith Robinson)
- 2005 : La Maison de cire : Blake (Robert Ri'chard (en))
- 2005 : XXX2: The Next Level : ? ( ? )
- 2008 : Miracle à Santa Anna : le sergent Bishop Cummings (Michael Ealy)
- 2008 : Rien que pour vos cheveux : le conducteur de taxi (Chris Rock)
- 2008 : Sexy Dance 2 : DJ Sand (Jerry « J-Boog » Fealofani Afemata (en))
- 2008 : Mamma Mia! : Pepper (Philip Michael (en))
- 2008 : L'Œil du mal : ? ( ? )
- 2009 : Vendredi 13 : Lawrence (Arlen Escarpeta)
- 2009 : Harry Brown : Carl (Jamie Downey)
- 2009 : Le Secret de Lily Owens : Zach Taylor (Tristan Wilds)
- 2009 : Transformers 2 : La Revanche : Sharsky (Walker Howard)
- 2009 : Fame : Malik Washburn (Collins Pennie)
- 2009 : La Nuit au musée 2 : un pilote des Tuskegee Airmen (Keith Powell)
- 2010 : Sexy Dance 3D : Jacob (Keith Stallworth)
- 2010 : Tron : L'Héritage : le programme nerveux (Christopher Logan)
- 2011 : World Invasion: Battle Los Angeles : le caporal Kevin Harris (Shaffere Chimere « Ne-Yo » Smith)
- 2011 : Attack the Block : « Gratte-Ciel » (Jumayn Hunter)
- 2011 : Un flic pour cible : Vincent « Vinnie » Carter jeune (Brian Gilbert)
- 2012 : Arbitrage : Jimmy Grant (Nate Parker)
- 2012 : Capitaine Nakara : Muntu (Bernard Safari)
- 2013 : Les Flingueuses : Rojas (Spoken Reasons (en))
- 2013 : Kick-Ass 2 : Dr Gravity (Donald Faison)
- 2013 : Cartel : Tony (Toby Kebbell)
- 2013 : Elysium : Sandro (Jose Pablo Cantillo)
- 2013 : Texas Chainsaw 3D : Ryan (Trey Songz)
- 2013 : Very Bad Trip 3 : le Doug noir (Mike Epps)
- 2013 : Battle of the Year : Rooster (Chris Brown)
- 2014 : Snow in Paradise : Amjad (Ashley Shin)
- 2014 : RoboCop : Jerry White (Jordan Johnson-Hinds (en))
- 2014 : Un amour d'hiver : Cecil Mature (Maurice Jones)
- 2014 : Blackout total : Scrilla (Lawrence Gilliard, Jr.)
- 2014 : American Nightmare 2: Anarchy : voix additionnelles
- 2014 : The Rover : Caleb (Tawanda Manyimo (en))
- 2015 : Témoin à louer : Reggie / Drysdale (Affion Crockett (en))
- 2015 : Bad Asses on the Bayou : Geoffrey (Sammi Rotibi)
- 2015 : The Revenant : Hawk (Forrest Goodluck)
- 2015 : Chocolate City : Chris McCoy (DeRay Davis)
- 2015 : Spy : lui-même (Curtis « 50 Cent » James Jackson III)
- 2016 : Elvis and Nixon : Mack (Kamal Angelo Bolden)
- 2016 : Dirty Papy : Bradley (Jeffrey Bowyer-Chapman)
- 2016 : Blair Witch : Peter (Brandon Scott (en))
- 2016 : Popstar : Célèbre à tout prix : lui-même (Nasir « Nas » Jones)
- 2016 : Criminal : Un espion dans la tête : le conducteur escorte (Mens-Sana Tamakloe)
- 2016 : Money Monster : Moshe Mambo (Makhaola Ndebele)
- 2016 : Snowden : un garde (Eric Kofi-Abrefa)
- 2016 : Paterson : Everett (William Jackson Harper)
- 2016 : La Couleur de la victoire : Mel Walker (Moe Jeudy-Lamour)
- 2016 : Doctor Strange : le thérapeute physique (Kobna Holdbrook-Smith)
- 2016 : Kicks (en) : Cameron (Just N. Time)
- 2016 : Bibi et Tina : Filles contre Garçons : Ndougo (Sylvain Mabe)
- 2017 : Seven Sisters : Eddie (Adetomiwa Edun (en))
- 2017 : Le Cercle : Rings : Jamal (Patrick R. Walker)
- 2017 : Ghost in the Shell : Ishikawa (Lasarus Ratuere (en))
- 2017 : Braquage à l'ancienne : Keith (Kenan Thompson)
- 2017 : Baywatch : Alerte à Malibu : Dave (Hannibal Buress)
- 2017 : Transformers: The Last Knight : Nitro Zeus (John DiMaggio) (voix)
- 2017 : Jigsaw : Mitch (Mandela Van Peebles)
- 2017 : Pitch Perfect 3 : Zeke (Troy Ian Hall)
- 2017 : Wonder : Justin (Nadji Jeter)
- 2017 : Forgiven : Mogomat (Osbert Solomons)
- 2018 : Three Billboards : Les Panneaux de la vengeance : un auxiliaire médical (Wallace Sexton)
- 2018 : The Cloverfield Paradox : Michael (Roger Davies (en))
- 2018 : Paranoïa : Nate Hoffman (Jay Pharoah)
- 2018 : Game Over, Man! : Orville « Shaggy » Burrell (Orville « Shaggy » Burrell)
- 2018 : Rampage : Hors de contrôle : Taylor (Bruce Blackshear)
- 2018 : American Nightmare 4 : Les Origines : « Skeletor » (Rotimi Paul)
- 2018 : The After Party (en) : Bernard (Jordan Rock)
- 2018 : Yardie : Darkers (Duramaney Kamara)
- 2018 : Super Troopers 2 (en) : Wagner (Damon Wayans Jr.)
- 2019 : High Flying Bird : Erick Scott (Melvin Gregg (en))
- 2019 : The Trap : Larry (Kelly « K. Dubb » Walker)
- 2019 : Rocketman : Wilson (Jason Pennycooke (en))
- 2019 : Beats : « Mister Ford » (Dave East)
- 2019 : Le Roi lion : Kamari (Keegan-Michael Key) (voix)
- 2019 : Un safari pour Noël : Jonathan (Fezile Mpela (en))
- 2019 : Brooklyn Affairs : le jeune homme en colère (Yinka Adeboyeku)
- 2019 : Manhattan Lockdown : Michael Trujillo (Stephan James)
- 2019 : Harriet : John Tubman (Zackary Momoh (en))
- 2019 : Queen and Slim : le chasseur de primes (Bertrand E. Boyd II)
- 2020 : La Voie de la justice : Henry Davis (J. Alphonse Nicholson) et un détenu interviewé (Robert Caston)
- 2020 : Le Voyage du Docteur Dolittle : Fleming l'écureuil (Craig Robinson) (voix)
- 2020 : The Boys in the Band : Emory (Robin de Jesús (en))
- 2020 : Òlòtūré (en) : Chucks (Ikechukwu Onunaku (en))
- 2020 : Des vampires dans le Bronx : Henny (Jeremie Harris (en))
- 2020 : Safety : Ray (Jay Reeves)
- 2020 : Pour l'amour de Sylvie (en) : Robert (Nnamdi Asomugha)
- 2020 : Concrete Cowboy : Paris (Jamil Prattis)
- 2020 : Wander Darkly (en) : Gary (Lamont Thompson)
- 2020 : Fatale : Tyrin Abenathy (Tyrin Turner)
- 2020 : Come Play : M. Calarco (Dalmar Abuzeid)
- 2020[n 4] : Cours ma jolie, cours : Norlon (Lamar Johnson (en))
- 2021 : Cruella : le garde français du manoir d'Ipswich (Joey Akubeze) et le vigile des caméras de surveillance (Trevor Laird (en))
- 2021 : Billie Holiday, une affaire d'État : Lester « Prez » Young (Tyler James Williams)
- 2021 : Spirale : L'Héritage de Saw : l'inspecteur Drury (K. C. Collins (en))
- 2021 : Just Say Yes (en) : Bilal (Josylvio)
- 2021 : Boogie : Patrick (Charlamagne tha God)
- 2021 : Beckett : Beckett (John David Washington)
- 2021 : Hypnotique : Scott (Luc Roderique (de))
- 2021 : Matrix Resurrections : Sequoia dit « Seek » (Toby Onwumere)
- 2021 : Don't Look Up : Déni cosmique : le capitaine Robinson (Sam Zephir)
- 2021 : House of Gucci : Daniel le portier [Qui ?]
- 2022 : The Batman : un agent de la circulation (Marcus Onilude) et un flic hargneux (Ed Kear)
- 2022 : Les Animaux fantastiques : Les Secrets de Dumbledore : Zabini (Paul Low-Hang)
- 2022 : Elvis : B. B. King (Kelvin Harrison Jr.)
- 2022 : Rise : La Véritable Histoire des Antetokounmpo (en) : Thanásis Antetokoúnmpo (Ral Agada)
- 2022 : Empire of Light : Stephen Murray (Micheal Ward (en))
- 2023 : Ant-Man et la Guêpe : Quantumania : Kang le conquérant (Jonathan Majors)
- 2023 : Toi & Moi ? : Dom (David Jonsson)
- 2023 : Power Rangers : Toujours vers le futur : Zachary « Zack » Taylor / Ranger noir (Walter Emanuel Jones (en))
- 2023 : Death Business : Reggie Douglas (Dorian Missick (en))
- 2023 : Pauvres Créatures : Harry Astley (Jerrod Carmichael)
- 2023 : Carga Maxima : Danilo (Raphael Logam)
- 2023 : The Kitchen : Izi (Kane Robinson)
- 2023 : Tout sauf toi : Pete (GaTa (en))
- 2023 : Fiction à l'américaine : Van Go Jenkins (Okieriete Onaodowan (en))
- 2023 : Puppy Love (en) : Sid (Nore Davis (en))
- 2024 : The Underdoggs (en) : Kareem (Mike Epps)
- 2024 : Prise au jeu (en) : Adam (Damon Wayans Jr.)
- 2024 : Le Beau Jeu (en) : Jason (Sheyi Cole)
- 2024 : The Fall Guy : Doone (Matuse)
- 2025 : Hurry Up Tomorrow : Abel Tesfaye (Abel « The Weeknd » Tesfaye)
- 2025 : F1 : Joshua « Noah » Pearce (Damson Idris)

#### Films d'animation
- 2006 : Monster House : le policier Lister[n 5]
- 2008 : Igor : Carl Cristal[n 6]
- 2008 : Madagascar 2 : voix additionnelles
- 2011 : The Prodigies : Harry (création de voix)
- 2013 : Aya de Yopougon : John Pololo (création de voix)
- 2018 : Lego DC Super Heroes : The Flash (en) : Firestorm
- 2018 : Sherlock Gnomes : Ronnie
- 2018 : Ralph 2.0 : McNeely[n 7]
- 2020 : Qui a Peur des Monstres ? : DJ[n 8]
- 2020 : Les Trolls 2 : Tournée mondiale : le prince D[n 9]
- 2020 : Lego Star Wars : Joyeuses Fêtes (en) : Finn
- 2020 : Soul : Curley[n 10]
- 2021 : Les Mitchell contre les machines : Mark Bowman[n 11]
- 2021 : Seal Team : Une équipe de phoques ! (en) : Quinn[n 12]
- 2021 : Riverdance : L'aventure animée (en) : Benny[n 13]
- 2022 : Lego Star Wars : C'est l'été ! (en) : Finn
- 2022 : Entergalactic : Jabari[n 14]
- 2023 : Spider-Man : Across the Spider-Verse : le Rôdeur (Donald Glover)
- 2023 : Les Trolls 3 : le prince D[n 9]

### Télévision

#### Téléfilms
- Viv Leacock dans :
  - Petits meurtres et confidences (2016) : Fincher Garland
  - Petits meurtres et confidences : rendez-vous meurtrier (2017) : Fincher Garland
  - Petits meurtres et confidences : mystérieuse disparition (2017) : Fincher Garland
  - Love Beats Rhymes (2017) : Derek
  - Petits meurtres et confidences : l'art du meurtre (2018) : Fincher Garland
  - Peggy Sue Thomas, la scandaleuse (2021) : le lieutenant Steadman
  - Ensemble à tout prix (2021) : Harry

- Jaleel White dans : 
  - L'arnaque de Noël (2014) : Paul Greenberg
  - La mariée a disparu (2019) : Dwayne

- Sawandi Wilson dans :
  - Second coup de foudre à Noël (2017) : Mac
  - Ma famille sous surveillance (2018) : Eric Messer

- 2010 : Camp Rock 2 : Le Face à face : Luke Williams (Matthew « Mdot » Finley)
- 2012 : L'amour en 8 leçons : Willie Taylor (Panou)
- 2013 : Soirée filles : James (Micah Balfour)
- 2014 : Drumline: A New Beat (en) : Devon Miles (Nick Cannon)
- 2016 : Bibi et Tina : Filles contre garçons : Ndougo (Sylvain Mabe)
- 2017 : 10 rendez-vous pour séduire : Dante (Brandon T. Jackson)
- 2017 : Qu'est-il arrivé à ma fille ? : l'officier Daniel Pope (Todd Anthony)
- 2018 : Le livre de Noël : Aaron (Stefan Keyes)
- 2018 : On s'était dit rendez-vous... à Noël : Ben (Jarod Joseph)
- 2018 : Nuits blanches à Noël : Josh Wright (Charles Michael Davis)
- 2019 : Kevin Hart's Guide to Black History (en) : Henry « Box » Brown (Lil Rel Howery), Robert Johnson (Christopher Mychael Watson) et le narrateur d'ouverture [Qui ?]
- 2020 : Unbreakable Kimmy Schmidt : Kimmy contre le révérend : Titus Andromedon (Tituss Burgess)
- 2020 : Un associé à croquer : Zachary (Eugene Baffoe)
- 2020 : Moi, Kamiyah, enlevée à la naissance : Swerve (Kareem Tristan Alleyne)
- 2020 : La Fabuleuse histoire des sœurs Clark : John (Ronnie Rowe)
- 2021 : Meilleurs vœux de Lagos : Tony Torpedo (Lateef Adedimeji)
- 2021 : Ma sulfureuse meilleure amie : Taz (Brandon A. McCall)
- 2022 : Le Monstre de Davenwood : Jamie Nelson (Jaime M. Callica)

#### Séries télévisées
- Malcolm Goodwin dans (5 séries) :
  - Breakout Kings (2011-2012) : Sean « Shea » Daniels (23 épisodes)
  - Bones (2013) : CC Creach (saison 9, épisode 8)
  - iZombie (2015-2019) : Clive Babineaux (71 épisodes)
  - Projet Blue Book (2019) : Thomas Mann (saison 1, épisode 9)
  - Bull (2019) : Eddie Mitchell (saison 4, épisode 3)

- Kendrick Sampson (en) dans (5 séries) :
  - Vampire Diaries (2013) : Jesse (saison 5)
  - Gracepoint (2014) : Dean Iverson (mini-série)
  - Murder (2015-2016) : Caleb Hapstall (saison 2)
  - Supernatural : (2016-2017) : Max Banes (saison 12, épisodes 6 et 20)
  - Flash (2017-2018) : Dominic Lanse / Brainstorm (en) (saison 4)

- Nathan Stewart-Jarrett dans (5 séries) :
  - Famous in Love (2017) : Barrett Hopper (saison 1)
  - Dracula (2020) : Adisa (mini-série)
  - Soulmates (en) (2020) : Jonah (épisode 4)
  - Culprits : Arnaque à l'anglaise (en) (2023) : Muscle / Joe Petrus (8 épisodes)
  - Black Doves (2024) : Zach (mini-série)

- Charles Michael Davis dans (4 séries) :
  - Switched (2011) : Liam Lupo (saison 1)
  - Grey's Anatomy (2013) : Dr Jason Myers (saison 9)
  - Chicago Police Department (2019) : Blair Williams (saison 6)
  - For the People (2019) : Ted (saison 2)

- Gary Carr dans (4 séries) :
  - Meurtres au paradis (2011-2014) : le sergent Fidel Best (24 épisodes)
  - The Deuce (2017-2019) : C.C (18 épisodes)
  - Modern Love (2019) : Jeff (saison 1, épisodes 3 et 8)
  - Périphériques, les mondes de Flynne (2022) : Wilf Netherton (8 épisodes)

- Aaron Pierre dans (4 séries) :
  - Suspect n°1 : Tennison (en) (2017) : Terrence O'Duncie (mini-série)
  - The A Word (2017) : James Thorne (saison 2, épisodes 1 et 2)
  - Britannia (2017-2018) : Antonius (saison 1)
  - Krypton (2018-2019) : Dev-Em (20 épisodes)

- Lawrence Gilliard Jr. dans :
  - The Beast (2009) : Raymond « Ray » Beaumont (10 épisodes)
  - American Wives (2012) : Marcus Williams (saison 6)
  - The Good Wife (2015) : Ken Boxer Jr. (saison 6, épisode 19)

- Johnny Ray Gill (en) dans :
  - Rectify (2013-2016) : Kerwin Whitman (7 épisodes)
  - BrainDead (2016) : Gustav Triplett (10 épisodes)
  - Cross (2024) : Bobby Trey

- Luc Roderique dans :
  - Flash (2015) : Jason Rusch (saison 1, épisode 10)
  - Siren (2019) : Ian Sutton (10 épisodes)
  - Motherland: Fort Salem (2021-2022) : Sterling Woodlot (11 épisodes)

- Barkhad Abdi dans :
  - Hawaii 5-0 (2015) : Roko Makoni (saison 5, épisode 15)
  - Castle Rock (2019) : Abdi Howlwadaag (saison 2)
  - The Curse (2023) : Abshir

- Marque Richardson (en) dans :
  - Dear White People (2017-2021) : Reggie Green (38 épisodes)
  - Tell Me Your Secrets (2021) : Tom Johnston (10 épisodes)
  - Unprisoned (en) (2023) : Mal Kennedy

- Tyler James Williams dans :
  - A Black Lady Sketch Show (2019) : Detric / Rome (saison 1, épisode 4 et saison 2, épisode 6)
  - Abbott Elementary (depuis 2021) : Gregory Eddie
  - La Folle Histoire du monde 2 (2023) : Mason Dixon (mini-série)

- Quentin Plair (en) dans :
  - Good Doctor (2019) : Andre Fields (saison 3, épisode 6)
  - Welcome to Chippendales (2022-2023) : Otis (mini-série)
  - Tiny Beautiful Things (2023) : Danny Kinkade (mini-série)

- Jessie Usher dans :
  - The Boys (depuis 2019) : Reggie « A-Train » Franklin
  - Tales of the Walking Dead (2022) : Davon (épisode 5)
  - Gen V (2023) : Reggie « A-Train » Franklin (saison 1, épisode 1)

- Walter Fauntleroy (de) dans :
  - Les Feux de l'amour (2011) : Nathan « Nate » Hastings Jr. #2 (5 épisodes)
  - Pearson (2019) : Kevin Dawson (5 épisodes)

- Octavius J. Johnson dans :
  - Ray Donovan (2013-2014) : Marvin Gaye Washington (11 épisodes)
  - Scorpion (2015) : Nate (saison 1, épisode 13)

- DaJuan Johnson dans :
  - Harry Bosch (2014-2021) : l'inspecteur Rondell Pierce (54 épisodes)
  - Bosch: Legacy (2023) : l'inspecteur Rondell Pierce (saison 2, épisodes 4 et 6)

- Corey Hawkins dans :
  - The Walking Dead (2015-2016) : Heath (6 épisodes)
  - 24 Heures : Legacy (2016-2017) : Eric Carter (13 épisodes)

- Ivanno Jeremiah (en) dans :
  - Humans (2015-2018) : Max (23 épisodes)
  - Lockwood and Co. (2023) : l'inspecteur Barnes

- Tituss Burgess dans :
  - Unbreakable Kimmy Schmidt (2015-2020) : Titus Andromedon (52 épisodes)
  - En coulisse avec Julie (2017) : lui-même (épisodes 11 et 13)

- Lovensky Jean-Baptiste dans :
  - Mad Dogs (en) (2016) : Jack (épisode 7)
  - StartUp (2016) : Jey-Jey (saison 1)

- Daniel J. Watts (en) dans :
  - Blindspot (2016) : Freddy
  - Vinyl (2016) : Hannibal

- Dalmar Abuzeid dans :
  - Shoot the Messenger (en) (2016) : Khaalif Suleman (5 épisodes)
  - Condor (2018) : Caleb Wolfe (saison 1)

- Mike Wade dans :
  - Timeless (2016) : Nicholas Biddle (saison 1, épisode 2)
  - Jupiter's Legacy (2021) : Fitz Small (8 épisodes)

- Donald Glover dans :
  - Atlanta (2016-2022) : Earnest « Earn » Marks (38 épisodes)
  - Mr. et Mrs. Smith (2024) : John Smith

- Phillip Garcia dans :
  - Esprits criminels (2017) : Luis Delgado (saison 2, épisodes 15 à 17)
  - Grey's Anatomy : Station 19 (2019) : Nate (saison 2, épisode 16)

- RJ Cyler dans :
  - Black Lightning (2018-2019) : Todd Green (saison 2)
  - Rap Sh!t (en) (2022-2023) : Lamont Diggs (14 épisodes)

- LeRoy McClain dans :
  - La Fabuleuse Madame Maisel (2018-2022) : Shy Baldwin (11 épisodes)
  - Blue Bloods (2019) : Sam Terhune (saison 10, épisode 8)

- Chris De'Sean Lee dans :
  - Legacies (2018-2022) : Kaleb Hawkins (60 épisodes)
  - Tracker (2025) : Randy (saison 2)

- Lil Rel Howery dans :
  - Allô la Terre, ici Ned (en) (2020) : Lil Rel Howery (épisode 4)
  - Poker Face (2023) : Taffy Boyle (saison 1, épisode 3)

- Luke James (en) dans :
  - The Chi (depuis 2020) : Victor « Trig » Taylor
  - Eux (2024) : Edmund Gaines (saison 2)

- Lancelot Ncube dans :
  - Normal People (2020) : Lukas (saison 1, épisode 9)
  - Ronja, fille de brigand (sv) (2024) : Tjegge

- Peyton Alex Smith dans :
  - All American (2021) : Damons Sims (saison 3, épisode 17)
  - All American: Homecoming (depuis 2022) : Damons Sims

- Babou Ceesay (en) dans :
  - Wolfe (en) (2021) : le professeur Wolfe Kinteh
  - Alien: Earth (2025) : Morrow

- K. C. Collins (en) dans :
  - Pretty Hard Cases (en) (2022) : l'inspecteur Len Grierson (saison 2)
  - The Cleaning Lady (en) (2022) : Tyler Jefferson (saison 2)

- Karl Collins (en) dans :
  - Comptine mortelle (en) (2022) : Jack Whiteley (4 épisodes)
  - Trying (2022) : Noah (saison 3)

- Pallance Dladla (en) dans :
  - Justice Served (it) (2022) : Uhuru
  - Blood Legacy (en) (2024) : Zahhele Ndlovu

- Jaleel White dans :
  - The Afterparty (2023) : « Aniq » (saison 2, épisode 10)
  - Skeleton Crew (2024) : Gunter
- 2001-2004 : Ma famille d'abord : John (Damon Wayans Jr.) (8 épisodes)
- 2006-2008 : The Shield : Moses (L. Michael Burt) (5 épisodes)
- 2007 : Heroes : Tuko (Adetokumboh M'Cormack (en)) (saison 2)
- 2008 : Robin des Bois : le forgeron (Geff Francis) (saison 2, épisode 3)
- 2008-2009 : Worst Week : Pour le meilleur… et pour le pire ! : David (Ronreaco Lee) (5 épisodes)
- 2008-2010 : Les Experts : Manhattan : Terrence Davis (Cornell « Nelly » Haynes) (4 épisodes)
- 2009 : The Philanthropist : Duane (Julian Joseph) (épisode 9)
- 2010-2013 : Treme : Delmond Lambreaux (Rob Brown) (38 épisodes)
- 2011 : Body of Proof : Carl Anders (Jarrett Alexander) (saison 1, épisode 5)
- 2012 / 2015 : Esprits criminels : Harrison Scott jeune (Joseph H. Johnson Jr.) (saison 8, épisode 7 et saison 10, épisode 12)
- 2013 : Mentalist : l'officier Sam Chase (Pancho Demmings) (saison 6, épisode 2)
- 2013 : Bones : Will Fuente (Tony Sancho (en)) (saison 9, épisode 9)
- 2014 : The Good Wife : Jim Lenard (Sheldon Best) (saison 6, épisodes 1 et 2)
- 2014 : Fargo : Bill Budge (Keegan-Michael Key) (saison 1)
- 2014 : Person of Interest : Ray (Luis Bordoy) (saison 3, épisode 20)
- 2014 : Grimm : Clay Pittman (Arlen Escarpeta) (saison 4, épisode 3)
- 2014 : The Millers : l'annonceur au football (Owiso Odera (en)) (saison 1, épisode 15)
- 2014 : Rush : Bossa Nova (Andra Fuller (en))
- 2014 : Forever : Fabian North (Cornelius Smith Jr. (en)) (épisode 5)
- 2015 : Les Enquêtes de l'inspecteur Wallander : Mabasha (Lemogang Tsipa) (saison 4, épisode 1)
- 2015 : Life in Pieces : Chad (Jordan Peele) (saison 1)
- 2015 : Hand of God : Khalil Graham (Kendre Berry) (saison 1)
- 2015 : Crazy Ex-Girlfriend : Nipsey Hussle (Nipsey Hussle) (saison 1, épisode 1)
- 2015 : NCIS : Nouvelle-Orléans : Kendrick Lewis (Lawrence Adimora) (saison 2, épisode 6)
- 2015 : Code Black : James (Christopher Meyer) (saison 1, épisode 6)
- 2015 : Major Crimes : Twizz (Jason Mitchell) (saison 4, épisode 5)
- 2015 : Sense8 : Githu (Lwanda Jawar) (1re voix, saison 1)
- 2015-2016 : Pretty Little Liars : l'officier Lorenzo Calderon (Travis Winfrey (en)) (saison 6)
- 2016 : Beauty and the Beast : Alex Ellis (Mark Tallman) (saison 4, épisode 9)
- 2016 : Quantico : Derrick (Jaa Smith-Johnson) (saison 1, épisodes 14 et 15)
- 2016 : Killjoys : Arune Hyponia (Shamier Anderson) (saison 2, épisode 8)
- 2016 : Ballers : Raheem Docket (Raheem Babalola) (saison 2, épisode 3)
- 2016 : Good Girls Revolt : Keith (Reggie Watkins) (épisodes 2 et 3)
- 2016 : Insecure : Dr Michael Peete (Brandon P. Bell (en)) (saison 1, épisodes 3 et 4) et Jamal (D.K. Uzoukwu) (saison 1, épisode 5)
- 2016 : Lady Dynamite : Kenny et Keith Lucas (Kenny et Keith Lucas (en)) (saison 1)
- 2016 : Racines : Tom (Sedale Threatt Jr.) (mini-série)
- 2016 : The Night Of : Trevor Williams (J. D. Williams) (mini-série)
- 2016 / 2018 : Lucifer : Emmet Toussant (Carlos Knight (en)) (saison 1, épisode 11) et Patrick « Patou » Manning (Steven Daniel Brun) (saison 3, épisode 17)
- 2016 / 2019 : New York, unité spéciale : Vincent Love (Wyclef Jean) (saison 18, épisode 6) et Banks (Snoop Dogg) (saison 20, épisode 22)
- 2017 : MacGyver : Hasan (Sammi Rotibi) (saison 1, épisode 12)
- 2017 : The Path : Samuel (Hubert Point-Du Jour) (saison 2, épisode 5)
- 2017 : The Mist : Bryant Hunt / Jonah Dixon (Okezie Morro)
- 2017 : Suspect n°1 : Tennison (en) : Billy Myers (Samuel Adewunmi (en)) (épisodes 1 et 2)
- 2017 : Guérilla (en) : Leroy (Brandon Scott (en)) (mini-série)
- 2017 : S.W.A.T. : Gerald Ewing (Taamu Wuya) (saison 1, épisode 1)
- 2017 : The Royals : le prince Sebastian Idrisi (Toby Sandeman)
- 2017 : Shooter : Kevin Campbell (Terrell Carter) (saison 2)
- 2017-2019 : Nola Darling n'en fait qu'à sa tête : Greer Childs (Cleo Anthony (en)) (19 épisodes)
- 2018 : Sauvetage en mer de Timor : Matou (Pacharo Mzembe (en)) (mini-série)
- 2018 : Ozark : Amos (Philip Fornah) (saison 2, épisode 8)
- depuis 2018 : Les Feux de l'amour : Nathan « Nate » Hastings Jr. (Brooks Darnell #3 puis Sean Dominic (en) #4)
- 2019 : Dans leur regard : Kevin Richardson (Justin Cunningham) (mini-série)
- 2019 : Watchmen : Marcus Abar (Anthony Hill) (épisode 7)
- 2019 : Trackers : Quinn Makebe (Thapelo Mokoena (en))
- 2019 : Pretty Little Liars: The Perfectionists : Mason Gregory (Noah Gray-Cabey) (9 épisodes)
- 2019 : It's Bruno! (en) : TJ (Omar Scroggins) (mini-série)
- 2019 : Jett (en) : Charles Junior (Gentry White) (9 épisodes)
- 2019 : The Fix : l'inspecteur Vincent North (Robbie Jones) (7 épisodes)
- 2019-2021 : Dickinson : la Mort (Wiz Khalifa) (6 épisodes)
- 2019-2021 : See : Jerlamarel (Joshua Henry (en)) (4 épisodes)
- 2019[n 15]-2023 : Wu-Tang: An American Saga : Bobby Diggs / RZA (Ashton Sanders) (30 épisodes)
- 2019-2023 : Manifest : Adrian Shannon (Jared Grimes) (19 épisodes)
- 2019-2023 : Top Boy[n 16] : Gerald « Sully » Sullivan (Kane « Kano » Robinson) (25 épisodes)
- 2019-2023 : All Rise : Luke Watkins (J. Alex Brinson) (58 épisodes)
- 2020 : Altered Carbon : Semetaire (Max Boateng) (saison 2, épisodes 2 et 8)
- 2020 : Intimidation : Peter Ince (Yinka Awoni) (mini-série)
- 2020 : ZeroZeroZero : Baylo (Dial Thiam) (saison 1, épisode 4)
- 2020 : Criminal: Royaume-Uni (en) : Henry Regis, l'avocat de Danielle (Jyuddah Jaymes) (saison 2, épisode 3)
- 2020 : Away : Kwesi Weisberg-Abban (Ato Essandoh)
- 2020 : Dave : Charlamagne tha God[n 17] (Charlamagne tha God)
- 2020 : I May Destroy You : l'officier Tom (Kadiff Kirwan (en)) (mini-série)
- 2020 : We Are Who We Are : Craig Pratchett (Corey Knight) (mini-série)
- 2020 : High Fidelity : Justin Kitt (Justin Silver) (épisodes 1 et 4)
- 2020 : Miracle Workers : le prince Ya-Shayn (Zeke Nicholson) (saison 2, épisode 3)
- 2020 : Small Axe : Leroy Logan (John Boyega) et Floyd (Dexter Flanders) (mini-série)
- 2020 : #BlackAF (en) : Kenya Barris[n 18] (Kenya Barris (en)) (8 épisodes)
- 2020-2021 : Zoey et son incroyable playlist : Mo (Alex Newell) (25 épisodes)
- depuis 2020 : P-Valley (en) : Woddy (Bertram Williams Jr.)
- 2021 : The Underground Railroad : Royal (William Jackson Harper) (mini-série)
- 2021 : Genius : Ted White (Malcolm Barrett) (saison 3)
- 2021 : Eux : Junius Emory (J. Mallory McCree (en)) (saison 1, épisodes 2 et 3)
- 2021 : Clickbait : Curtis Hamilton (Motell Gyn Foster) (mini-série)
- 2021 : Foundation : Raych Seldon (Alfred Enoch) (saison 1, épisodes 1 et 2)
- 2021 : The Premise : Darren Williams (Jermaine Fowler (en)) (saison 1, épisode 1)
- 2021 : Helpsters : Trophy Tod [Qui ?] (chants)
- 2021 : Black Lightning : l'agent spécial Kevin Mason (Jamal Akakpo) (saison 4)
- 2021-2022 : 4400 : Jharrel Mateo (Joseph David-Jones (en)) (13 épisodes)
- 2021-2022 : Only Murders in the Building : Will Putnam (Ryan Broussard (en)) (9 épisodes)
- 2021-2023 : The Nevers : Dr Horatio Cousens (Zackary Momoh (en)) (11 épisodes)
- 2021-2023 : La Roue du temps : Padan Fain (Johann Myers) (6 épisodes)
- 2021-2023 : Loki : Celui qui demeure / Kang le Conquérant (Jonathan Majors) (5 épisodes)
- depuis 2021 : The Morning Show : RJ Smith (Choni Francis)
- depuis 2021 : Mayor of Kingstown : P-Dog (Pha'rez Lass)
- depuis 2021 : La Famille Upshaw : « Duck » (Page Kennedy)
- depuis 2021 : BMF : Roland West jeune (Yusef Thomas) (10 épisodes), Roland West âgé (Ticarus Bunch) (saison 1, épisode 1), Jay Mo (Holmes Lindsay IV) (saison 1, épisodes 1 à 3), Que (Jermel Howard) (saison 1, épisode 6), Curly (Jay Amir) (4 épisodes) et Kiabu (Darius Devontaye Green) (saison 2, épisodes 5 et 10)
- 2022 : Les Derniers Jours de Ptolemy Grey : ? (?) (mini-série)
- 2022 : Gaslit : Frank Sturgis (Don DiPetta) (mini-série)
- 2022 : Severance : Patton (Donald Webber Jr.) (3 épisodes)
- 2022 : You Don't Know Me (en) : Jamil Issa (Roger Nsengiyumva) (4 épisodes)
- 2022 : Dahmer - Monstre : L'Histoire de Jeffrey Dahmer : Christopher Scarver (Furly Mac) (mini-série)
- 2022 : We Own This City : Jemell Rayam (Darrell Britt-Gibson (en)) (mini-série)
- 2022 : 61st Street (en) : Moses (Tosin Cole) (saison 1)
- 2022 : Crime et Justice : Nairobi (en) : Kenneth Mumbi (Charles Ouda) (saison 2, épisode 1)
- 2022 : Shining Girls (en) : Marcus (Chris Chalk)
- 2022 : Angelyne : Bud Griffin (Antjuan Tobias) (mini-série)
- depuis 2022 : Bel-Air : Carlton Banks (Olly Sholotan)
- depuis 2022 : Blood Psalms : le commandant Lekoya (S'Dumo Mtshali)
- depuis 2022 : Entretien avec un vampire : Louis de Pointe du Lac (Jacob Anderson)
- 2023 : Swarm : Khalid (Damson Idris)
- 2023 : Florida Man : Dunney (Paul Brian Johnson) (4 épisodes)
- 2023 : New York, crime organisé : l'agent Curtis McCrary (Francois Battiste) (saison 3)
- 2023 : What We Do in the Shadows : Hannibal (Hannibal Buress) (saison 5, épisode 4)
- 2023 : Will Trent : Sam Laporte (Vince Swann) (saison 1, épisode 9)
- 2023 : Bupkis (en) : Jordan (Jordan Rock) (saison 1, épisode 8)
- 2023 : Lessons in Chemistry : Charlie Sloane (Paul James)
- 2023 : Lawmen : L'Histoire de Bass Reeves : Jackson « Jackrabbit » Cole (Tosin Morohunfola) (mini-série)
- 2023 : Chargés à bloc : Trunk (Terrence Terrell)
- 2024 : Masters of the Air : le lieutenant Robert H. Daniels (Ncuti Gatwa) (mini-série)
- 2024 : Un homme, un vrai : Roger White (Aml Ameen) (mini-série)
- 2024 : La Voix du lac : Reggie Robinson (Josiah Cross) (mini-série)
- 2025 : La Meneuse : Jay Brown (Jay Ellis)
- 2025 : Nous les menteurs : Thatcher (Andrew Moodie (en))
- 2025 : Washington Black : Nat Turner (Jamie Hector) (mini-série)

#### Séries d'animation
- 2007 : Lascars : celui qui parle de la théorie des phéromones (saison 2, épisode 16 - La théorie des phéromones) (création de voix)
- 2016 : Atomic Puppet : Taupe suprême
- 2016 : Lego Star Wars : L'aube de la Résistance : Finn
- 2017 : Star Wars : Forces du destin : Finn
- 2017 : Raiponce, la série : Lance Strongbow
- 2019 : Trailer Park Boys (en) : Cody et voix additionnelles
- 2019 : Scooby-Doo et Compagnie : Chris Paul (épisode La Vengeance du monstre des Marais)
- 2019 : Abraca : Sinbad (création de voix)
- 2020 : F Is for Family : voix additionnelles
- 2021 : What If...? : Erik Killmonger[n 19] (saison 1, épisodes 6 et 9)
- 2023 : Kizazi Moto: Génération Feu (en) : Cosmizi et Emcee
- 2023 : Invincible : Theo[n 20] (saison 2, épisode 3)
- 2025 : Votre fidèle serviteur Spider-Man : Lonnie Lincoln[n 21]

### Jeux vidéo
- 2009 : La Princesse et la Grenouille : voix additionnelles
- 2014 : Watch Dogs : Delford « Iraq » Wade
- 2015 : Final Sky : voix additionnelles
- 2016 : Lego Star Wars : Le Réveil de la Force : Finn
- 2017 : Wolfenstein II: The New Colossus : Paris Jack
- 2017 : Star Wars Battlefront II : Finn
- 2018 : Detroit: Become Human : l'officier de police Chris Miller, Joseph Sheldon (le réceptionniste de l'hôtel) et Douglas Mitchell (le vendeur de hot-dogs)
- 2018 : FIFA 19 : voix additionnelles
- 2018 : World of Warcraft: Battle for Azeroth : Bugfixing
- 2022 : The Dark Pictures Anthology: The Devil in Me : Mark Nestor
- 2024 : Call of Duty: Black Ops 6 : ?

## Voix off

### Publicités
- HiPRO (2023)
- MAAF Assurance dans le rôle du client principale
- Sécurité Routière « la faucheuse » par Patrick Timsit, Vincenzo Marano
- Ocean Spray Cranberries dans le rôle de « Vendredi »

### scénariste
- 2013 : La Cité rose, comédie dramatique française réalisée par Julien Abraham[10].